# Алферова, Марианна Владимировна
Марианна Владимировна Алферова (род. 23 апреля 1956, Ленинград, Ленинградская область, РСФСР, СССР) —  российский писатель и художник-иллюстратор. 

## Биография
Родилась 23 апреля 1956 в Ленинграде, в 1973 году окончила школу 157, в том же году поступила в Ленинградский Политехнический институт на механико-машиностроительный факультет, который окончила в 1979 году с красным дипломом, получив специальность «Автоматизация и комплексная механизация». После окончания института работала конструктором в НПО «Позитрон».
С 1987 года начала посещать семинар Бориса Натановича Стругацкого.  С 1990 года — действительный член семинара после обсуждения повести «Пейзаж с озером Нево».
С 2019 года — депутат Муниципального Совета ВМО МО Пороховые (Санкт-Петербург).
С 2000 года — член Союза писателей Санкт-Петербурга и Союза российских писателей.

## Книги и иллюстрации
Публиковаться начала в 1990 году. Первые публикации — рассказы и повести в периодике: «Уральский следопыт», «Фантакрим МЕГА» и другие.
В 1991 году вышел авторский сборник «Дар — Земле» в КЛФ «Ветер времени», Волгоград.
Автор фантастических романов «Небесная тропа» (1996), «Лига мартинариев» (1997), «Мечта Империи» (2000), «След на воде» (2003), «Третья поколение» (2020) и др.
Работает как в жанре научной фантастики («Третье поколение», серия романов «Сыщик»), так и в жанре городской сказки («Небесная тропа»), социальной фантастики («Лига мартинариев»), а также фэнтези («Перст Судьбы»).
Автор научно-художественной книги «История Древнего Рима» и исторического романа «Соперник Цезаря», посвященного переломному моменту в истории Древнего Рима.
Особое место в творчестве Марианны Алферовой занимают антиутопии — начиная с рассказа «Поглощение» и повести «Пейзаж с озером Нево», через романы «Великие огороды», «Лига Мартинариев», «Врата войны» и «Император Валгаллы», "Третье поколение" к продолжению романа Джорджа Оруэлла «1984» — «Восемьдесят четвёртый 2.0»

«... с наступлением нового века жизнь людей совершила лихой зигзаг, вплотную приблизившись к самым зловещим предсказаниям. Груз ответственности писателя, который – по бесспорному выражению братьев Стругацких – исполняет обязанности «больной совести общества», стал непомерно велик. И уже в нашей стране родилась новая версия безумной действительности, воплощенной в нынешних временах и декорациях.» 
Роман Караваев (Михаил Шавшин)
В журнальном варианте роман «Восемьдесят четвертый 2.0» вышел в альманахе «Полдень» (№ 4, 2017). В 2021 году роман «Восемьдесят четвертый 2.0» был издан отдельной книгой.
Марианна Алферова является автором комментариев к книгам, выходящим в серии «Шедевры мировой литературы», в том числе к роману Джорджа Оруэлла «1984», к произведениям братьев Стругацких «Пикник на обочине» и «Понедельник начинается в субботу». Также она является автором текстов энциклопедии «Стакер. Хроники посещения» (2018), основанной на романе «Пикник на обочине».
Часть книг автора была издана под псевдонимом Роман Буревой.
Марианна Алферова выступает как художник-иллюстратор, как при издании своих книг, так и классических произведений, в т. ч. фантастики.

## Награды и премии
- 2003 — Литературная премия имени Александра Беляева (номинация «Научно-художественная книга») — за книгу «История Древнего Рима».
- 2004 — Литературная премия имени Н.В. Гоголя (номинация «Вий») — роман «След на воду» (позже переиздан издательством АСТ под названием «Колдун из Темногорска»).
- 2005 – конкурс Фанткритик 2005, III место — рецензия на книгу Яны и Владимира Данихновых «Продавец заклятий»
- 2011 – Премия журнала Полдень XXI век — «Невеселые разговоры о невозможном» (совместно с Борисом Стругацким), Эпистолярная беседа двух писателей о Высокой теории  воспитания.
- 2018 — Премия журнала Полдень XXI век — повесть (сокращенный вариант романа) «Восемьдесят четвертый. 2.0»
- 2018 — Литературная премия имени Н. В. Гоголя (номинация «Вий») — роман «Восемьдесят четвертый 2.0».
- 2019 — финалист АБС-премии — энциклопедия «Сталкер. Хроники посещения»

### Отдельные издания
- «Дар — Земле» (сборник, повести «Дар-Земле», «Салон для робота», «Пейзаж с озером Нево») – Волгоград: Товарищество «АТОМ, »КЛФ «Ветер времени», 1991
- роман «Небесная тропа» — СПб.: Азбука-Терра, 1996
- «Женщина с диванчиком» (сборник, роман «Лига мартинариев», рассказ «Женщина с диванчиком», повесть «Пейзаж с озером Нево») – М.: Издательский центр «Терра», 1997
- «Мечта Империи» (роман) — СПб.: «Нева»; М.: «ОЛМА-ПРЕСС», 2000 (переиздан под псевдонимом Роман Буревой - Москва: АСТ; СПб.: Астрель-СПб, 2005)
- «Тайна Нереиды» (роман) — СПб.: «Нева»; М.: «ОЛМА-ПРЕСС», 2000 (переиздан под псевдонимом Роман Буревой - Москва: АСТ; СПб.: Астрель-СПб, 2005)
- «Боги слепнут» (роман) — СПб.: «Нева»; М.: «ОЛМА-ПРЕСС», 2000 (переиздан под псевдонимом Роман Буревой - Москва: АСТ; СПб.: Астрель-СПб, 2005)
- «Гробницы Немертеи» — Москва: АСТ, 2002
- «История Древнего Рима» — СПб.: Литера, 2002
- «Хрустальный лабиринт» (роман) — Москва: АСТ, 2003
- «След на воде» (роман) — СПб.: Издательство «Крылов», 2003 (переиздан под псевдонимом Роман Буревой под названием «Колдун из Темногорска» - Москва: АСТ; СПб.: Астрель-СПб, 2007)
- «Беловодье» (роман) — СПб.: Издательство «Крылов», 2003 (переиздан под псевдонимом Роман Буревой под названием «Путь в Беловодье» - Москва: АСТ; СПб.: Астрель-СПб, 2007)
- «Северная Пальмира» (под псевдонимом Роман Буревой) — Москва: АСТ; СПб.: Астрель-СПб, 2005
- «Все дороги ведут в Рим» (под псевдонимом Роман Буревой) — Москва: АСТ; СПб.: Астрель-СПб, 2005
- «Сыщик» (под псевдонимом Роман Буревой) — Москва: АСТ; СПб.: Астрель-СПб, 2005
- «Маска Дантеса» (под псевдонимом Роман Буревой) — Москва: АСТ; СПб.: Астрель-СПб, 2005
- «Врата войны» (под псевдонимом Роман Буревой) — Москва: АСТ; СПб.: Астрель-СПб, 2006
- «Император Валгаллы» (под псевдонимом Роман Буревой) — Москва: АСТ; СПб.: Астрель-СПб, 2005
- «Тень Нерона» (под псевдонимом Роман Буревой) — Москва: АСТ; СПб.: Астрель-СПб, 2006
- «Темногорск» (под псевдонимом Роман Буревой) — Москва: АСТ; СПб.: Астрель-СПб, 2007
- «Олимпиец» (под псевдонимом Роман Буревой) — Москва: АСТ; СПб.: Астрель-СПб, 2009
- «Призвать дракона» (под псевдонимом Роман Буревой) — Москва: АСТ, 2009
- «Соперник Цезаря» (исторический роман) — Москва: АСТ; СПб.: Астрель-СПб, 2009
- «Леонардо да Винчи» — Москва: АСТ, 2009
- «Сталкер. Энциклопедия. Хроника посещения» — Москва: АСТ, 2018
- «Третье поколение» (роман) — СПб.: «АУРОИНФО & Группа МИД», 2020
- «Восемьдесят четвертый 2.0» (роман) — СПб.: «АУРОИНФО & Группа МИД», 2021
- «Перст судьбы» (сборник: роман «Перст Судьбы», повесть «Ловушка», рассказ «Дорога в лесу») — Москва: АСТ, 2023

### Романы в периодических изданиях
- «Золотая гора» – ФАНТАКРИМ-МЕГА, Минск: «ЭРИДАН», 1998
- «Восемьдесят четвертый 2.0» // Альманах «Полдень» №4 – СПб.: «ИП Сидорович», 2017

### Переводы на другие языки
- на польский — повесть «Ловушка» —  журнал «Nowa Fantastyka» («Новая фантастика») № 6 (477), 2022